# 커스 (마블 코믹스)
커스(Kurse)는 마블 코믹스가 출판하는 만화책의 등장인물로, 첫 등장은 Thor #347 (1984년 9월)에 다크엘프로서 알그림(Algrim)이라는 이름으로 등장했다. 2013년 공개된 영화 《토르: 다크 월드》에서는 애디왈레이 애키누에이아그바제이가 커스 역을 맡아 연기했다.